# ابرویی کوهستانی

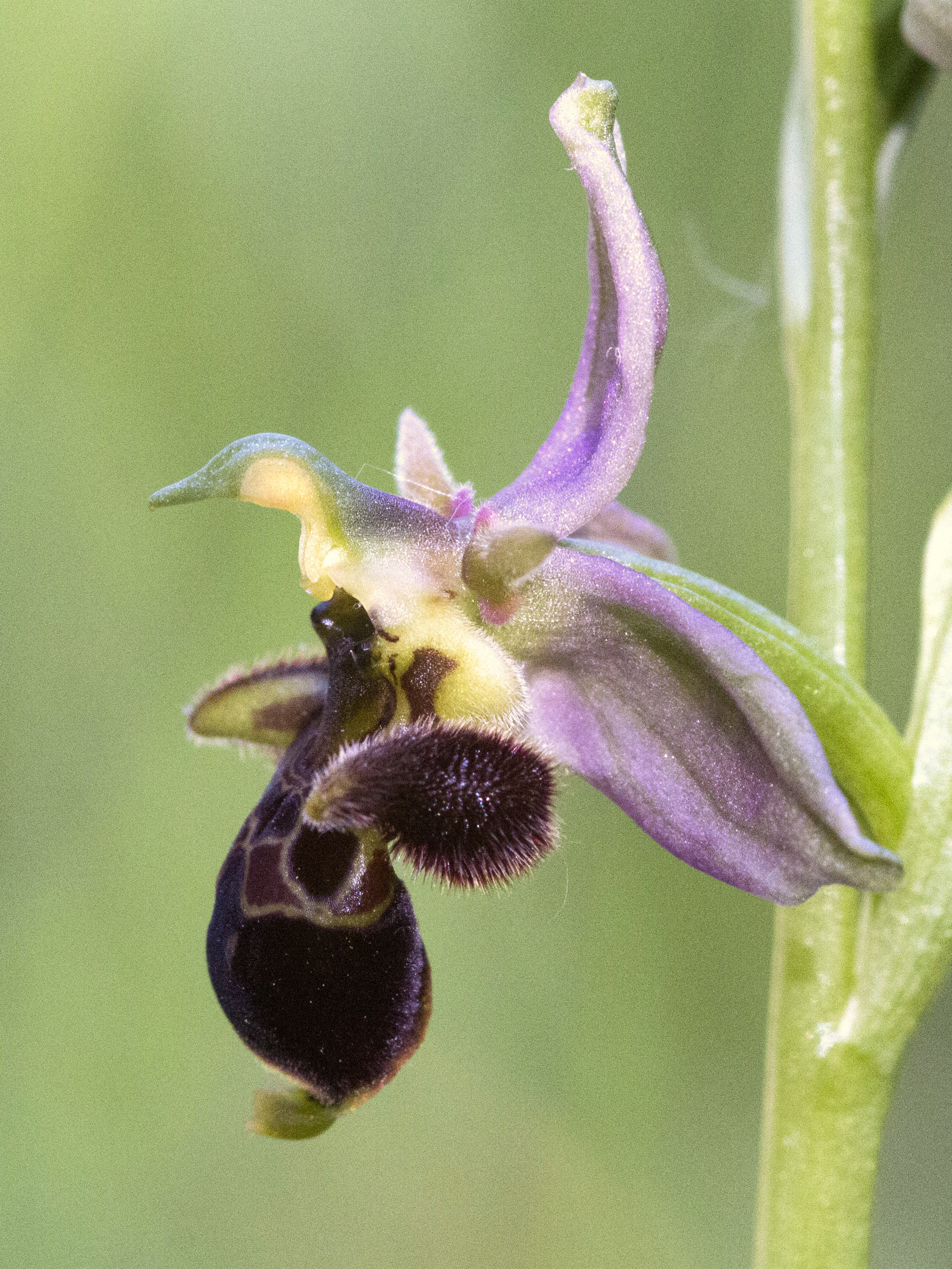
Ophrys scolopax

ابرویی کوهستانی (نام علمی: Ophrys scolopax) نام یک گونه از سرده ابرویی است.